# Voiron
Voiron (pronuncia francese: /vwaˈʀõ/; in francoprovenzale: Vouèron) è un comune francese e arpitano di 20 891 abitanti situato nel dipartimento dell'Isère della regione dell'Alvernia-Rodano-Alpi.

## Società

### Evoluzione demografica
Abitanti censiti

## Amministrazione

### Gemellaggi
| - Bassano del Grappa |

- Herford
- Sebenico